# Айлурофобия
Айлурофо́бия (англ. ailurophobia; др.-греч. αἴλουρος «кошка» + φόβος «страх») — навязчивая боязнь кошек либо неприязнь к ним.
Синонимичные термины: галеофо́бия (от γαλέη или γαλῆ «мелкий хищник: хорёк или ласка»), гатофо́бия (от исп. gato «кошка») и фелинофо́бия (от лат. felinus «кошачий»).

## Причины
Как и все страхи и фобии, айлурофобия может проявляться в бессознательном виде, как защитный механизм. Эта фобия может быть получена в реальной жизни из-за страха чего-то, что связано с кошками и эмоциональными травмами. Айлурофобия также может быть вызвана видом тех, кто получил травмы. До тех пор, пока негативное воздействие на подсознание достаточно сильно, негативные эмоции автоматически действуют как напоминание об «опасности» при виде кошки.
Фобия проявляется по-разному. Некоторые пострадавшие боятся кошек почти всё время, а другие только в ответ на прямую угрозу со стороны кошки. Некоторые из возможных ситуаций, которые могут вызывать страх или неприязнь: 
- кошачье мурлыканье;
- вид настоящей живой кошки;
- многие считают, что кошка, возможно, нападает, когда она на улице;
- мысль о встрече с кошкой в тёмной комнате;
- кошки на картинках и на телевидении;
- игрушечные кошки;
- боязнь меха этого животного.

## Лечение
Есть множество способов лечения айлурофобии. Консультации можно получить у психиатра или другого специалиста психотерапии.